# Norra Renträsket
Norra Renträsket är en sjö i Kalix kommun i Norrbotten och ingår i Kalixälvens huvudavrinningsområde. Sjön har en area på 0,246 kvadratkilometer och ligger 16 meter över havet. Sjön avvattnas av vattendraget Bjurbäcken.

## Delavrinningsområde
Norra Renträsket ingår i det delavrinningsområde (732343-182778) som SMHI kallar för Mynnar i Kalixälvens vattendragsyta. Medelhöjden är 26 meter över havet och ytan är 17,54 kvadratkilometer. Det finns inga avrinningsområden uppströms utan avrinningsområdet är högsta punkten. Bjurbäcken som avvattnar avrinningsområdet har biflödesordning 2, vilket innebär att vattnet flödar genom totalt 2 vattendrag innan det når havet efter 10 kilometer. Avrinningsområdet består mestadels av skog (66 procent) och sankmarker (13 procent). Avrinningsområdet har 0,25 kvadratkilometer vattenytor vilket ger det en sjöprocent på 1,4 procent.